# Espaço dual

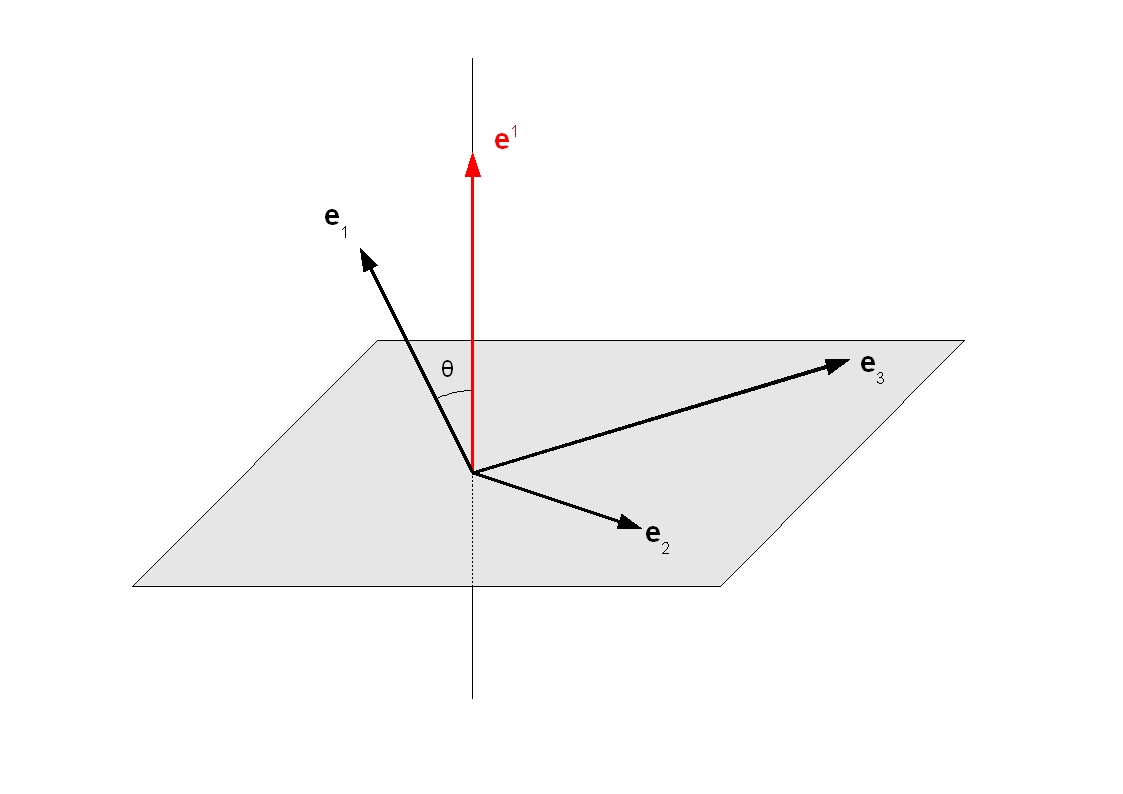
Base dupla em espaços de produtos escalares.

Em matemática, qualquer espaço vetorial {\displaystyle V} sobre um corpo {\displaystyle \mathbb {K} } pode ser associado a um espaço dual, denotado {\displaystyle V'}, consistindo dos funcionais lineares {\displaystyle f:V\to \mathbb {K} \,}. Quando {\displaystyle V} é um espaço vetorial topológico, considera-se também o espaço {\displaystyle V^{*}}dos funcionais lineares contínuos, chamado espaço dual topológico. Nesse caso, geralmente o espaço dual {\displaystyle V'} é chamado de espaço dual algébrico .
A existência de um espaço vetorial 'dual' reflete de uma maneira abstrata a relação entre os vetores linha (1×n) e os vetores coluna (n×1) de uma matriz. A construção pode se dar também para os espaços infinito-dimensionais e dá lugar a modos importantes de ver as medidas, as distribuições e o espaço de Hilbert. O uso do espaço dual é, assim, de uma certa maneira, recurso da análise funcional. É também inerente à transformação de Fourier.

## Espaço dual algébrico

### O espaço dual é um espaço vetorial
O espaço dual de um espaço vetorial {\displaystyle V\,} sobre um corpo {\displaystyle \mathbb {K} } é costumeiramente denotado {\displaystyle V'\,} ou {\displaystyle V^{*}\,} e também é um espaço vetorial sobre o mesmo corpo uma vez definida as operações de soma e multiplicação por escalar como:
{\displaystyle (\phi +\psi )(x)=\phi (x)+\psi (x)\,}
{\displaystyle (\lambda \phi )(x)=\lambda \phi (x)\,}
Para todo {\displaystyle \phi ,\psi } em {\displaystyle V^{*}}, {\displaystyle \lambda } em {\displaystyle \mathbb {K} } e {\displaystyle x} em {\displaystyle V}.

### Caso de dimensão finita
Se {\displaystyle V\,} é um espaço vetorial de dimensão finita, então {\displaystyle V^{*}\,} tem a mesma dimensão de {\displaystyle V\,}.
Seja {\displaystyle {\mathcal {B}}=\{e_{1}\,,...\,,e_{n}\}} uma base de {\displaystyle V}, então a base dual é dada pelo conjunto {\displaystyle {\mathcal {B}}^{*}=\{f_{1}\,,...\,,f_{n}\}} onde:
{\displaystyle \mathbf {f} _{i}(\mathbf {e} _{j})=\left\{{\begin{matrix}1,&{\mbox{se }}i=j\\0,&{\mbox{se }}i\neq j\end{matrix}}\right.}
| Prova |
| --- |
| Primeiramente, veja que {\displaystyle f} é linear. Sejam {\displaystyle x,y\in V} tais que {\displaystyle x=\alpha _{1}e_{1}+\dots +\alpha _{n}e_{n}} e {\displaystyle y=\beta _{1}e_{1}+\dots +\beta _{n}e_{n}} (ou seja, {\displaystyle f_{i}(x)=\alpha _{i}} e {\displaystyle f_{i}(y)=\beta _{i}}). Logo, {\displaystyle x+\lambda y=(\alpha _{1}+\lambda \beta _{1})e_{1}+\dots +(\alpha _{n}+\lambda \beta _{n})e_{n}} e {\displaystyle f_{i}(x+\lambda y)=\alpha _{i}+\lambda \beta _{i}=f_{i}(x)+\lambda f_{i}(y)}. Portanto, {\displaystyle f_{i}\in V^{*}} para {\displaystyle i=1,2,\dots ,n}. Além disso, suponha que {\displaystyle \lambda _{1}f_{1}+\cdots +\lambda _{n}f_{n}=0\in V^{*}}. Aplicando esse funcional nos vetores da base de {\displaystyle V} sucessivamente, conclui-se que {\displaystyle \lambda _{1}=\lambda _{2}=\dots =\lambda _{n}=0} (o funcional aplicado em {\displaystyle e_{i}} resulta em {\displaystyle \lambda _{i}}). Portanto, {\displaystyle {\mathcal {B}}^{*}} é linearmente independente em {\displaystyle V^{*}}. Por fim, considere {\displaystyle g\in V^{*}}. Então {\displaystyle g(x)=g(\alpha _{1}e_{1}+\dots +\alpha _{n}e_{n})=\alpha _{1}g(e_{1})+\dots +\alpha _{n}g(e_{n})=f_{1}(x)g(e_{1})+\dots +f_{n}(x)g(e_{n})} {\displaystyle {\mathcal {B}}^{*}} gera {\displaystyle V^{*}}. Portanto, {\displaystyle {\mathcal {B}}^{*}} é base de {\displaystyle V^{*}}. |

### Exemplos
Se a dimensão de {\displaystyle V\,} é finita, então {\displaystyle V^{*}\,} tem a mesma dimensão que {\displaystyle V\,}; se {\displaystyle \{e_{1}\,,...\,,e_{n}\}} é uma base para V, então a base dual associada {\displaystyle \{e^{1}\,,...\,,e^{n}\}} de {\displaystyle V^{*}\,} é dada por:
{\displaystyle e^{i}(e_{j})=\left\{{\begin{matrix}1,&{\mbox{se }}i=j\\0,&{\mbox{se }}i\neq j\end{matrix}}\right.}
Específicamente, se é interpretado {\displaystyle \mathbb {R} ^{n}} como espaço de colunas de {\displaystyle n} números reais, seu espaço dual é escrito tipicamente como o espaço de linhas de {\displaystyle n} números. Tal linha atua em {\displaystyle \mathbb {R} ^{n}} como funcional linear pela multiplicação ordinária de matrizes. 

### Duplo dual algébrico
Dado um espaço vetorial {\displaystyle V}, sempre podemos considerar seu duplo dual {\displaystyle V''{\overset {\underset {\mathrm {def} }{}}{=}}(V')'}, que consiste em todos os funcionais lineares {\displaystyle f:V'\to \mathbb {K} }. Existe um homomorfismo canônico entre {\displaystyle V} e {\displaystyle V''}, ou seja, existe uma transformação {\displaystyle V\to V''}, definida por
{\displaystyle {\begin{alignedat}{3}J:V&\to V''&&&&\\v&\mapsto f_{v}:V'&&\to \mathbb {K} &&\\&\qquad \qquad \phi &&\mapsto \phi (v)&&\\\end{alignedat}}}
que é linear. Além disso, {\displaystyle J} é sempre injetora e é um isomorfismo entre os espaços vetoriais {\displaystyle V} e {\displaystyle \mathrm {Ran} \,J}. Note, porém, que em geral {\displaystyle \mathrm {Ran} \,J\neq V''}; de outro modo, pode ser que existam {\displaystyle f\in V''} tais que {\displaystyle f\neq f_{v}} para todo {\displaystyle v\in V}.

## Espaço dual topológico
Quando se tem, além da estrutura de espaço vetorial, uma topologia compatível com as operações de soma e multiplicação por escalar (espaço vetorial topológico), os funcionais lineares mais interessantes passam a ser os contínuos. O conjunto dos funcionais lineares contínuos, chamado de espaço dual topológico (ou simplesmente espaço dual) e denotado {\displaystyle V^{*}}, é um subespaço do espaço dual algébrico {\displaystyle V'}.
Dados {\displaystyle \varphi \in V^{\ast }} e {\displaystyle v\in V}, algumas vezes usamos a notação {\displaystyle \langle \varphi ,v\rangle _{V^{\ast },V}} ou simplesmente {\displaystyle \langle \varphi ,v\rangle } ao invés de {\displaystyle \varphi (x)}. A notação {\displaystyle \langle \cdot ,\cdot \rangle _{V^{\ast },V}} é conhecida como par dualidade entre {\displaystyle V^{\ast }} e {\displaystyle V}.

### O espaço dual de um espaço de Hilbert é isomórfico ao próprio espaço
Seja {\displaystyle H\,} um espaço de Hilbert. O teorema da representação de Riesz afirma que {\displaystyle \phi \,} é um funcional linear contínuo se, e somente se, existe um {\displaystyle z\in H\,} tal que
{\displaystyle \phi (x)=\langle z,x\rangle ,~~\forall x\in H\,}.

### Duplo dual topológico
Dado um espaço vetorial normado {\displaystyle X}, sempre podemos considerar seu duplo dual {\displaystyle X^{**}{\overset {\underset {\mathrm {def} }{}}{=}}(X^{*})^{*}}, que consiste em todos os funcionais lineares contínuos {\displaystyle f:X'\to \mathbb {K} }. Existe um homomorfismo canônico entre {\displaystyle X} e {\displaystyle X^{**}}, ou seja, existe uma transformação {\displaystyle X\to X^{**}}, definida por
{\displaystyle {\begin{alignedat}{3}J:X&\to X^{**}&&&&\\x&\mapsto f_{x}:X^{*}&&\to \mathbb {K} &&\\&\qquad \qquad \phi &&\mapsto \phi (x)&&\\\end{alignedat}}}
que é linear. Além disso, {\displaystyle J} é sempre injetora, limitada e isométrica ({\displaystyle \lVert Jx\rVert =\lVert x\rVert }), este último fato sendo uma consequência do teorema de Hahn-Banach. Por isso, {\displaystyle J} é um isomorfismo entre os espaços normados {\displaystyle X} e {\displaystyle \mathrm {Ran} \,J}. Note, porém, que em geral {\displaystyle \mathrm {Ran} \,J\neq X^{**}}; de outro modo, pode ser que existam {\displaystyle f\in X^{**}} tais que {\displaystyle f\neq f_{x}} para todo {\displaystyle x\in X}.
Caso valha, de fato, que {\displaystyle \mathrm {Ran} \,J=X^{**}}, o espaço {\displaystyle X} é dito ser reflexivo. Exemplos de espaços reflexivos são os espaços de Hilbert e os de dimensão finita.